# Rokumeikan
Le Rokumeikan (鹿鳴館) (litt. Pavillon du cri du cerf) était un grand bâtiment à un étage situé à Tokyo au Japon. Achevé en 1883, il est considéré comme un symbole de l'occidentalisation controversée pendant l'ère Meiji (1868-1912). Destiné à loger des hôtes étrangers, il fut commandé par le ministre des Affaires étrangères Inoue Kaoru et dessiné par l'architecte britannique Josiah Conder, un conseiller étranger travaillant au Japon.
Bien que sa période de faste fut brève, le bâtiment devint célèbre pour ses fêtes et ses bals lors desquels beaucoup de notables japonais découvrirent les manières occidentales pour la première fois. Le Rokumeikan reste aujourd'hui incontournable dans l'histoire culturelle du Japon. Il fut surtout utilisé pour loger des invités étrangers et pour accueillir des rencontres entre des Japonais qui avaient déjà fait l'expérience d'un séjour à l'étranger. L'image du Rokumeikan en tant que foyer de dégénérescence culturelle est largement fictive.

## Histoire

### Prémices
Le site du Rokumeikan se trouve dans le quartier de Hibiya près du palais impérial de Tokyo sur un terrain qui était anciennement utilisé comme arsenal pour le domaine de Satsuma. En 1872, après la restauration de Meiji, le terrain devint le siège du secrétariat chargé des préparations pour l'exposition universelle de 1873 de Vienne. De juillet 1875 à octobre 1881, le site fut occupé par le colossal muséum Yamashita Monnai, un jardin botanique et zoologique, qui fut ensuite déplacé dans le quartier d'Ueno pour laisser la place au futur bâtiment que sera le Rokumeikan.
Les hôtes étrangers étaient jusque-là logés au Enryōkan, un bâtiment construit à l'origine par le shogunat Tokugawa comme annexe de l'école des cadets de la marine. Malgré plusieurs tentatives de modernisation, le bâtiment était trop ancien et avait la réputation de mal loger les dignitaires étrangers.

### Construction
Josiah Conder reçut une commission en 1880 pour construire un nouveau bâtiment et les travaux de construction débutèrent l'année suivante. Conder emprunta le style de la Renaissance française avec un toit mansardé et un portique voûté avec des colonnes. La demande de Conder d'intégrer des éléments japonais fut cependant refusé bien qu'il pût inclure des caractéristiques « pseudo-Sarrasins ». Seul le jardin, où étaient installés des pins, des lanternes en pierre et des étangs, était de style japonais.
Les difficultés rencontrées pendant la construction augmentèrent le budget de 100 000 à 180 000 yen. En comparaison, le siège du ministère des Affaires étrangères avait coûté 40 000 yen. Le Rokumeikan fut officiellement inauguré le 28 novembre 1883 lors d'un gala où 1 200 personnes furent invitées, des nobles, des bureaucrates, des diplomates étrangers, et présidé par Inoue et son épouse Takeko.

### L'ère du Rokumeikan
Avec le Rokumeikan, Inoue voulait impressionner les visiteurs occidentaux en créant une atmosphère occidentale parfaite où les diplomates et les dignitaires étrangers se sentaient face à leurs égaux culturels plutôt que face aux « autochtones » locaux. Il espérait que leurs esprits européens seraient plus enclins à considérer le Japon comme un égal en termes de « civilisation », ce qui faciliterait la renégociation des traités inégaux, l'abolition de l'extraterritorialité et accélérerait l'entrée du Japon dans les rangs des puissances mondiales.

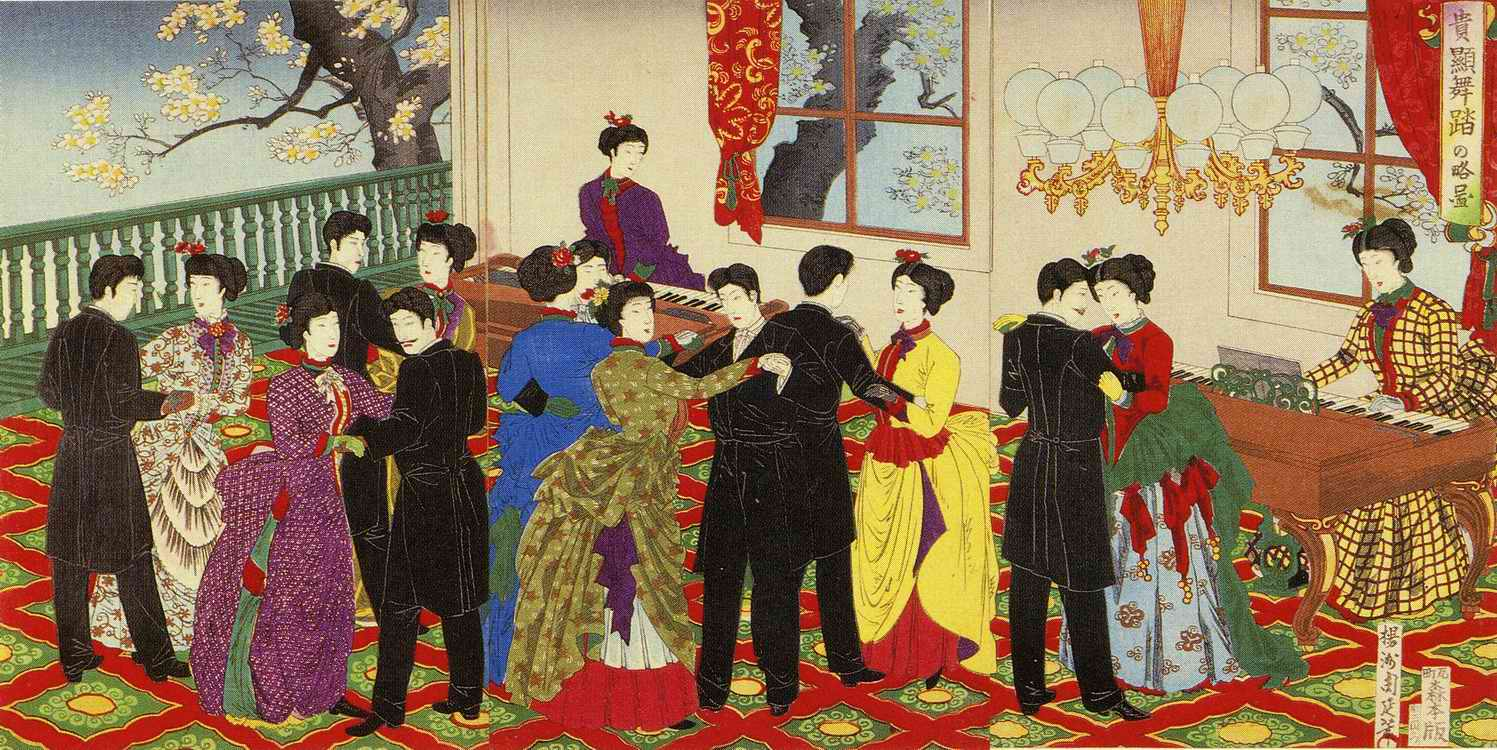
Ukiyo-e de Toyohara Chikanobu représentant un bal au Rokumeikan.

Le Rokumeikan servait des banquets raffinés, avec des menus écrits en français. Dans la salle de bal, les hommes japonais en costumes importés de Londres, dansaient la valse, la polka, le quadrille et la mazurka avec les femmes japonaises vêtues à la dernière mode parisienne sur les dernières chansons européennes jouées par un groupe de l'armée ou de la marine. Des étrangers résidents en permanence à Tokyo furent embauchés comme professeurs de danse
Les réactions au Rokumeikan furent partagées. Bien que le bâtiment au style ostentatoirement occidental reçut les compliments de quelques visiteurs, son concept d'imitation sans âme fut déploré par la plupart des autres. Pierre Loti, qui arriva au Japon en 1886, compare le bâtiment (dans Japoneries d'automne de 1889) à un médiocre casino typique des villes balnéaires françaises, et les bals de style européen à des « spectacles de singes ». Ainsi, l'artiste français Charles Bigot réalisa un dessin représentant une femme et un homme japonais élégants s'admirant dans un miroir reflétant une paire de singes.
Les conservateurs japonais furent scandalisés par ce qu'ils considéraient comme une dégénérescence de la morale traditionnelle, surtout du fait de la proximité entre hommes et femmes pendant les danses, et par l'indulgence du gouvernement. Des potins et de rumeurs sur le comportement scandaleux de hauts dirigeants (bien que les plus fameux parlaient d'événements qui se tenaient dans des résidences privées et non au Rokumeikan) ajoutèrent à la controverse.
L'échec de la « diplomatie du Rokumeikan » pour réussir à renégocier les traités inégaux en faveur du Japon conduisit à discréditer Inoue qui démissionna en 1887.

### Fin
En 1890, l'Hôtel impérial fut inauguré près du Rokumeikan (encore avec la participation d'Inoue). Son ouverture annula le but premier du Rokumeikan qui était de loger les visiteurs. Les banquets et les bals continuèrent mais avec l'augmentation de l'occidentalisation au Japon, la montée d'un nationalisme culturel et l'annulation des traités inégaux en 1899, le Rokumeikan perdit peu à peu de son importance.
Le bâtiment fut vendu en 1890 à une association de nobles japonais. En 1897, Conder fut chargé de restaurer le bâtiment et d'y apporter des modifications. Il fut dès lors connu sous le surnom de Club des pairs (Kazoku Kaikan).
Le bâtiment fut finalement démoli en 1941, une nouvelle qui heurta l'architecte Taniguchi Yoshirō et qui le persuada peut-être à construire le musée du Meiji Mura pour la préservation des bâtiments de l'ère Meiji.

## Nom
Le nom « Rokumeikan » vient d'un classique chinois, le Shi Jing (« Livre des Odes »), et fait référence au bénéfice de l'hospitalité. La 161e ode, Lù Míng (鹿鳴), se lit en japonais rokumei. Il fut choisi par Nakai Hiromu, le premier mari de Takeko, la femme d'Inoue.
« Par un son plaisant le cerf en appelle un autre pour manger le céleri des champs. [...] J'ai ici d’admirables invités ; dont la renommée vertueuse est majestueusement brillante. Ils montrent aux gens comment se comporter ; les officiels ont en eux un modèle et un patron. »
Le nom est souvent traduit en « Pavillon du cri du cerf » sauf dans d'anciens livres où l'on peut voir la traduction erronée de « Hall du cri du cerf ».
Une fois racheté par l'association de nobles, le bâtiment fut renommé « Club des pairs » mais porta aussi le surnom de « Club des nobles » ou « Club de la noblesse ».

## Allusions dans la littérature et au cinéma
Le Rokumeikan est fréquemment mentionné dans la littérature japonaise, par exemple :
- Chijin no ai (« Naomi », 1924), roman de Jun'ichirō Tanizaki ;
- Butokai (« Le Bal », 1920), nouvelle d'Akutagawa Ryūnosuke fondée sur le compte-rendu de Loti ;
- Rokumeikan (1956), pièce de Yukio Mishima ;
  - Rokumeikan (1986), film ;
  - Rokumeikan (2008), téléfilm avec Masakazu Tamura et Hitomi Kuroki ;
- Lady Snowblood, manga de Kazuo Koike (chapitre 5 du premier volume : « Rokumeikan Murder Panorama ») ;
- Aoi Hana, manga de Takako Shimura dans lequel les personnages jouent la pièce Rokumeikan.

## Localisation
Le site du Rokumeikan se trouve dans le quartier d'Uchisaiwaichō dans l'arrondissement de Chiyoda. Il y a un monument en face du siège de la compagnie d'assurance Yamato pour marquer l'emplacement.